# Osvaldo Bezerra Cascudo
Osvaldo Bezerra Cascudo (Mossoró, 4 de setembro de 1908 — Campina Grande, 21 de agosto de 1997) foi um médico e político brasileiro, tendo sido vereador de São João do Rio do Peixe e 3° prefeito de Uiraúna, ao qual foi o emancipador político.

## Biografia
Nascido em Mossoró-RN, passou a infância em Luís Gomes-RN, ao qual considerava como terra natal.
Em 1930, foi diplomado professor pela Escola Normal de Mossoró.

### Atividade médica
Habilitou-se para a medicina em 1940, conforme publicação do Diário Oficial do Estado. Obstetra, acompanhou o parto dos primos jornalistas José Nêumanne Pinto (Uiraúna, então distrito de Antenor Navarro, 1951) e Gaudêncio Torquato (Luís Gomes, 1945), segundo relato deste último. Fora da obstetrícia, atendeu Antônio Evangelista de Sousa, pai da uiraunense Luiza Erundina. Principal médico da região na época, foi ainda dono de farmácia.
Foi um médico de notória atividade em Campina Grande, ao qual transferiu a família, em 1956, mudando-se depois.

### Emancipação uiraunense

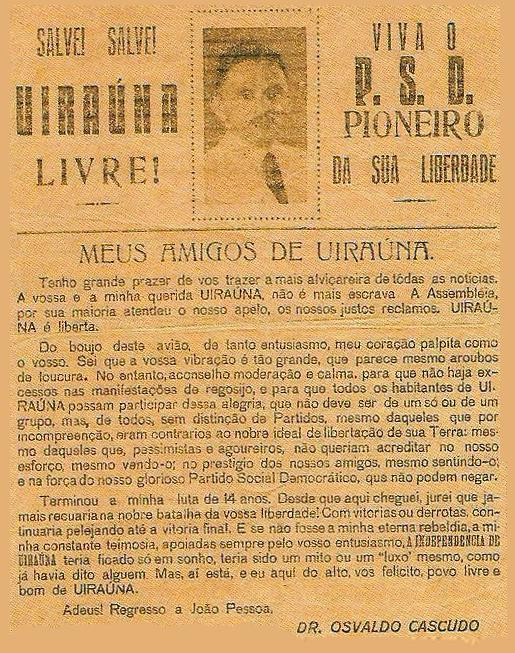
Panfleto em que Dr. Osvaldo anuncia a emancipação do município

Luís Gomes-RN, onde tinha raízes, é vizinha de Uiraúna, a qual na época já era uma rota importante de comércio e fluxo de pessoas. Assim, Osvaldo acabava sendo muito requisitado, como médico, pela população do então distrito, criando-se uma simpatia mútua. Logo despertou sua vocação política, tendo a municipalização de Uiraúna como principal bandeira.
Destarte, Osvaldo foi o principal defensor da emancipação do município de Uiraúna, então pertencente a Antenor Navarro, na condição de distrito.
Em 1945, recusou convite feito por Jacob Frantz, ex-prefeito de Antenor Navarro, de adesão à UDN, partido na situação do Estado, contrário à cisão e rival do PSD, partido de Cascudo. Atuou em campanhas por votos aos seus correligionários, como na eleição da Constituinte de 1946 e nas eleições estaduais de 1950. Fez pedido de autonomia para o interventor federal Odon Bezerra, mas a articulação foi prejudicada pelo fim do curto mandato deste (fevereiro a setembro de 1946), que depois seria militante da divisão enquanto deputado federal. Elaborou um "relatório minucioso" a ser entregue ao Governo Estadual. E, na mesma época, fim da década de 1940, pediu para que o Monsenhor Manuel Viera (uiraunense que era o líder da UDN em Patos) procurasse apoio situacionista para projeto de lei de separação, mas não obteve-se êxito (apenas 2 votos da bancada de situação).
Por mais de 10 anos trabalhou na causa, com auxílio do então deputado estadual Fernando Carrilho Milanez e do Monsenhor Manuel Vieira, tendo a separação de Uiraúna, após aprovação legislativa em 27 de novembro, sido oficializada em 2 de dezembro de 1953, pela Lei Estadual de número 972. Na data, a bordo de um avião, Osvaldo lançou panfletos pela cidade que anunciavam a independência municipal, destacando a sua "constante teimosia" e "eterna rebeldia", apoiadas pelo entusiasmo popular, e o papel do seu partido no processo, regressando a João Pessoa, de onde havia saído com o teco-teco. Era compadre do também pessedista João Fernandes de Lima, governador da Paraíba de 1951 a 1954, que assinou a lei emancipadora. A norma determinou a instalação oficial do novo munícipio para 27 de dezembro, data da posse do primeiro prefeito, nomeado pelo governador. O agraciado com o cargo foi o sobralense, mas que vivia em Mossoró, Adolfo Rodrigues de Lima, cunhado de Cascudo, que foi quem lhe convidou.
Conforme a ex-prefeita de São Paulo Luiza Erundina, em seu livro "Um Hino de Amor a Uiraúna" (2019, p. 50):
Citação: "A autonomia política de Uiraúna foi fruto de uma luta de muitos anos e teve à sua frente o médico Osvaldo Bezerra Cascudo que contou com o apoio do então deputado estadual Fernando Carrilho Milanez. O Dr. Cascudo era do Rio Grande do Norte, radicado em Uiraúna a vida toda, onde exercia a Medicina e militava na política, tendo sido, inclusive, eleito prefeito da cidade."
Cascudo tinha o presidente Getúlio Vargas como inspiração.

### Eleições, mandatos e apoios
Representando o Distrito de Uiraúna, foi eleito vereador de Antenor Navarro-PB, em 12 de outubro de 1947, recebendo 285 votos (9,65% dos votos válidos), ficando em 6° lugar, sendo o mais votado do PSD, que ocupou duas das 7 vagas. Atuou junto a comissão de educação e saúde. Não disputou reeleição em 1951.
Em 1950, foi candidato pela Coligação Democrática Paraibana (CDP), que englobava o PSD, a deputado estadual da Paraíba, recebendo 1.228 votos (0,48% dos válidos), dos quais 1.043 foram em Antenor Navarro (19,5% do votos válidos da cidade para o cargo, sendo o segundo mais votado ali, atrás apenas de Jacob Frantz). Para governador, vice-governador e senador apoiou, respectivamente, os vitoriosos José Américo de Almeida (logo renunciaria para ser ministro de Vargas), João Fernandes e Rui Carneiro, candidatos da coligação. O novo quadro político paraibano fortaleceu o anseio autonomista uiraunense.
Em 1954, Uiraúna vota pela primeira vez enquanto município, para os cargos de senador, suplente de senador, deputado federal e deputado estadual, havendo forte votação local, pelo apoio de Cascudo, para os candidatos do PSD ou do coligado PL, como o eleito deputado federal Janduí Carneiro, e mesmo os não eleitos, como Fernando Milanez (para deputado estadual) e Assis Chateaubriand (para senador).
Em 3 de outubro de 1955, na primeira eleição para o executivo municipal uiraunense, votou nos pessedistas Ananias Alves de Figueiredo (para prefeito) e Joaquim Moreira Sobrinho (para vice), únicos candidatos registrados. Para vereador também só existiam políticos do PSD, que formaram a composição de 7 cadeiras.
Em 1958, foi candidato pelo PR a deputado estadual da Paraíba, recebendo 1.389 votos (0,56% dos válidos), dos quais 1.041 foram em Uiraúna (47,86% do votos válidos da cidade para o cargo, sendo o mais votado ali). Foi o terceiro mais votado do seu partido (o segundo, Jonas Leite Chaves, recebeu apenas 9 votos a mais), que elegeu apenas um deputado (Antônio D'Ávila Lins).
Em 2 de agosto de 1959, foi eleito prefeito de Uiraúna, o primeiro sem ser candidato único, com 1.383 votos contra 1.070 do udenista João Batista de Oliveira: 56,38% contra 43,62%, votos válidos; 313 de maioria; 47,07% do eleitorado. A eleição para prefeito e vice-prefeito eram separadas, e o vice eleito foi o candidato da outra chapa, Francisco Enéas de Alencar (UDN), que por dois votos de diferença venceu Vicente Ferreira Neto (PSD): 1.221 (50,04%) a 1.219 (49,96%). O eleitorado era de 2.938 pessoas: 485 abstenções na eleição para prefeito (16,51%); 498 na de vice (16,95%). No legislativo, o PSD fez 4 vereadores contra 3 da UDN.
Exerceu mandato de 30 de novembro de 1959 a 30 de novembro de 1963, pelo PSD, tendo como principais obras, em continuidade ao serviço dos dois antecessores: o calçamento de ruas, a construção dos primeiros prédios públicos, a reforma da Praça Padre França e a construção dos grupos escolares "de Areias" e "Jovelina Gomes". Em 1960, foi criado o "serviço Municipal de estradas e rodagens". Na eleição para governador, em 1960, seu aliado Janduí Carneiro (PSD) venceu Pedro Gondim (PDC) em Uiraúna por 408 de maioria (1.449 a 1.041), sendo que Gondim foi o elegido; para vice-governador, o ex-udenista Jacob Frantz (PSD) igualmente ganhou em Uiraúna e perdeu no Estado.
Osvaldo foi sucedido por Joaquim da Costa (UDN), candidato da oposição, vencedor do pleito de 11 de agosto de 1963, que recebeu 1.865 votos contra 1.526 (339 de maioria). A Câmara ficou com 4 vereadores da UDN e 3 do PSD. Cascudo e Joaquim venceram o mesmo adversário: João Batista de Oliveira (UDN em 1959 e PSD em 1963). Joel Vieira da Silva (UDN) foi eleito vice-prefeito, com 1.682 votos contra 1.271 de Ananias Alves de Figueiredo (PSD): 411 de diferença.
Em 1966, foi novamente candidato a deputado estadual da Paraíba, pela ARENA, em sua sublegenda ARENA 1, recebendo 2.146 votos (0,57% dos válidos), dos quais 1.274 votos foram em Uiraúna (40,75% dos votos válidos da cidade para o cargo, sendo o mais votado ali).

### Últimos anos
Em sua casa em Campina Grande, deixou seu depoimento biográfico para José Nêumanne Pinto, que rendeu um capítulo do livro Erundina: a mulher que veio com a chuva, de 1989. Relembrou que quando chegou em Uiraúna, o lugar tinha 2.500 habitantes e 28 engenhos de rapadura nas serrinhas.
Em 13 de janeiro de 1996, visitou a casa do ex-vereador Mizael Fernandes Nogueira e discursou na Câmara Municipal de Uiraúna, em sessão solene em sua homenagem com autoridades da cidade e região, como o ex-prefeito Geraldo Nogueira de Almeida (iria se eleger novamente naquele mesmo ano), o então prefeito João Bosco Nonato Fernandes e o presidente da Câmara Municipal de Sousa Ricélio de Oliveira.

## Desempenho eleitoral
| Ano  | Eleição                                | Partido | Cargo             | Votos | %      | Resultado  |
| ---- | -------------------------------------- | ------- | ----------------- | ----- | ------ | ---------- |
| 1947 | Eleições municipais em Antenor Navarro | PSD     | Vereador          | 285   | 9,65%  | Eleito     |
| 1950 | Eleições estaduais na Paraíba          | CDP     | Deputado Estadual | 1.228 | 0,48%  | Não Eleito |
| 1958 | Eleições estaduais na Paraíba          | PR      | Deputado Estadual | 1.389 | 0,56%  | Não Eleito |
| 1959 | Eleições municipais em Uiraúna         | PSD     | Prefeito          | 1.383 | 56,38% | Eleito     |
| 1966 | Eleições estaduais na Paraíba          | ARENA   | Deputado Estadual | 2.146 | 0,57%  | Não Eleito |

## Família
Irmão de Ozelita Cascudo Rodrigues (esposa de Adolfo Rodrigues) e tio de João Batista Cascudo Rodrigues, primeiro reitor da URRN (atual UERN), e Jorge Ivan Cascudo Rodrigues, ex-prefeito de Natal-RN (filhos de Adolfo e Ozelita).

## Homenagens
- Em 2001, o ex-governador e então deputado federal Wilson Braga o citou como um médico e filho ilustre de Uiraúna.[28]
- A Câmara Municipal de Uiraúna instituiu a Medalha Dr. Osvaldo Bezerra Cascudo, que visa homenagear personalidades nascidas no município.[29]
- É homenageado com a Praça Prefeito Osvaldo Bezerra Cascudo,[30][31] assim nomeada pela Lei municipal de Uiraúna de número 407, de 1998.[26] Em 2024, foi inaugurada uma estátua sua no local.[32][33]